# Luciano Comaschi
Luciano Comaschi (Montichiari, Italia, 3 de julio de 1931-Roma, 30 de abril de 2019) fue un futbolista italiano. Se desempeñaba como defensa.

## Trayectoria
Se formó en el Brescia, con el que jugó un solo partido desempeñándose como centrocampista, para luego pasar al Bondenese de la Serie C. Después de una temporada en el Crotone, fichó por el Napoli, por fin debutando en la Serie A. Con 302 partidos jugados en el equipo azzurro, es el séptimo jugador con más presencias en la historia del Napoli.

## Clubes
| Club       | País   | Año       |
| ---------- | ------ | --------- |
| Brescia    | Italia | 1948-1949 |
| Bondenese  | Italia | 1949-1950 |
| Crotone    | Italia | 1950-1951 |
| SSC Napoli | Italia | 1951-1960 |